# Gyrochus yunnanensis
Gyrochus yunnanensis är en stekelart som beskrevs av Wang 1984. Gyrochus yunnanensis ingår i släktet Gyrochus och familjen bracksteklar. Inga underarter finns listade i Catalogue of Life.